# پرهیشوو
پرهیشوو (به چکی: Přehýšov) یک منطقهٔ مسکونی در جمهوری چک است که در ناحیه پلزن-شمالی واقع شده‌است. پرهیشوو ۱۷٫۲۶ کیلومتر مربع مساحت و ۵۱۷ نفر جمعیت دارد و ۳۷۱ متر بالاتر از سطح دریا واقع شده‌است.